# Collbató
Collbató é um município da Espanha na província de Barcelona, comunidade autónoma da Catalunha. Tem 18,07 km² de área e em 2021 tinha 4 655 habitantes (densidade: 257,6 hab./km²). É o município mais setentrional da comarca de Baix Llobregat.